# Okej (tidning)
Okej var en svensk ungdomstidning riktad till ungdomar med musik- och idolintresse, både killar och tjejer. Den gavs de sista åren ut av Egmont Kärnan och tidningens sista ansvarige utgivare var Linda Nehlstedt.

## Historik
Tidningen grundades 1980 av Hans Hatwig som en fortsättning av den av honom 1974 grundade tidningen Poster. Chefredaktör för Okej var Hans Hatwig fram till 1985 då han tog tjänstledigt för att skriva och regissera filmkomedin Gröna Gubbar från YR åt filmbolaget Sandrews. Hatwigs efterträdare under det året var Mikael Journath.
Efter filmens premiär 1986 blev Hans Hatwig åter Okejs chefredaktör fram till 1989 då han sa upp sig för att skriva filmmanuskript och böcker, samt starta nya tidskrifter som till exempel kuriosatidningen En Ding Ding Värld och kändismagasinet Veckans Nu! som båda också blev stora framgångar. Hatwigs efterträdare på Okej blev Susanne Guve.
Rockjournalisten Anders Tengner var en av Okejs mest kända reportrar, men han var aldrig chefredaktör på tidningen.
Under 1980-talet pryddes omslagen och reportagen med artister och grupper som Samantha Fox, Kiss, W.A.S.P. och Herreys. Man tog bland annat upp läsarbrev där musiken sågs ur ett samtida hårdrockare-mot-synthare-perspektiv. De första åren, främst under 1980-talet, var hårdrock vanliga inslag i tidningen och den riktade sig mer till både killar och tjejer. Ett något omtalat tillfälle, var när kristna musikern Mani Mattsson i Okej ondgjorde sig över hårdrock. Ett av hans uttalanden, som också blev en rubrik, var att ”Hårdrockare är dumma”. Uttalandet illustrerades med en bild på Mattsson där han rev sönder en affisch med ett hårdrocksband.
Under 1990-talet skrev tidningen mycket om amerikanska TV-serier, såsom Melrose Place, Baywatch och Beverly Hills. I slutet var det artister som Tokio Hotel, Crashdïet, My Chemical Romance och Avril Lavigne som ofta uppmärksammades.
Okejs nätupplaga - OKEJ.SE - Sveriges största popcommunity - startades 2006. Nätupplagan inriktade sig enbart på musik och var också ett forum för artisteliten i Sverige. Varje månad lyftes en artist/grupp på nätupplagan där artisten/gruppen delade med sig av privata bilder, bloggar och chattar med medlemmarna. Ansvarig och promotion manager för OKEJ.SE var då Stephen Augustin.
Tidningen utkom med sitt sista nummer 2010 och lades därefter ned.

### Specialutgåva maj 2025
I maj 2025, efter 15 års frånvaro, återuppstod tidningen i form av ett specialnummer med och på initiativ av artisten Miriam Bryant. Inspirationen kommer från hur tidningen såg ut i mitten av 1980-talet där allt från typografi till tonalitet har utformats för att väcka minnen. Tidningen har tagits fram av Story House Egmonts tidskriftsverksmhet i Stockholm på uppdrag av och i nära samarbete med Miriam Bryant, hennes managementbolag Bad Taste Empire och skivbolaget Warner Music.